# Hẻm núi Gardon

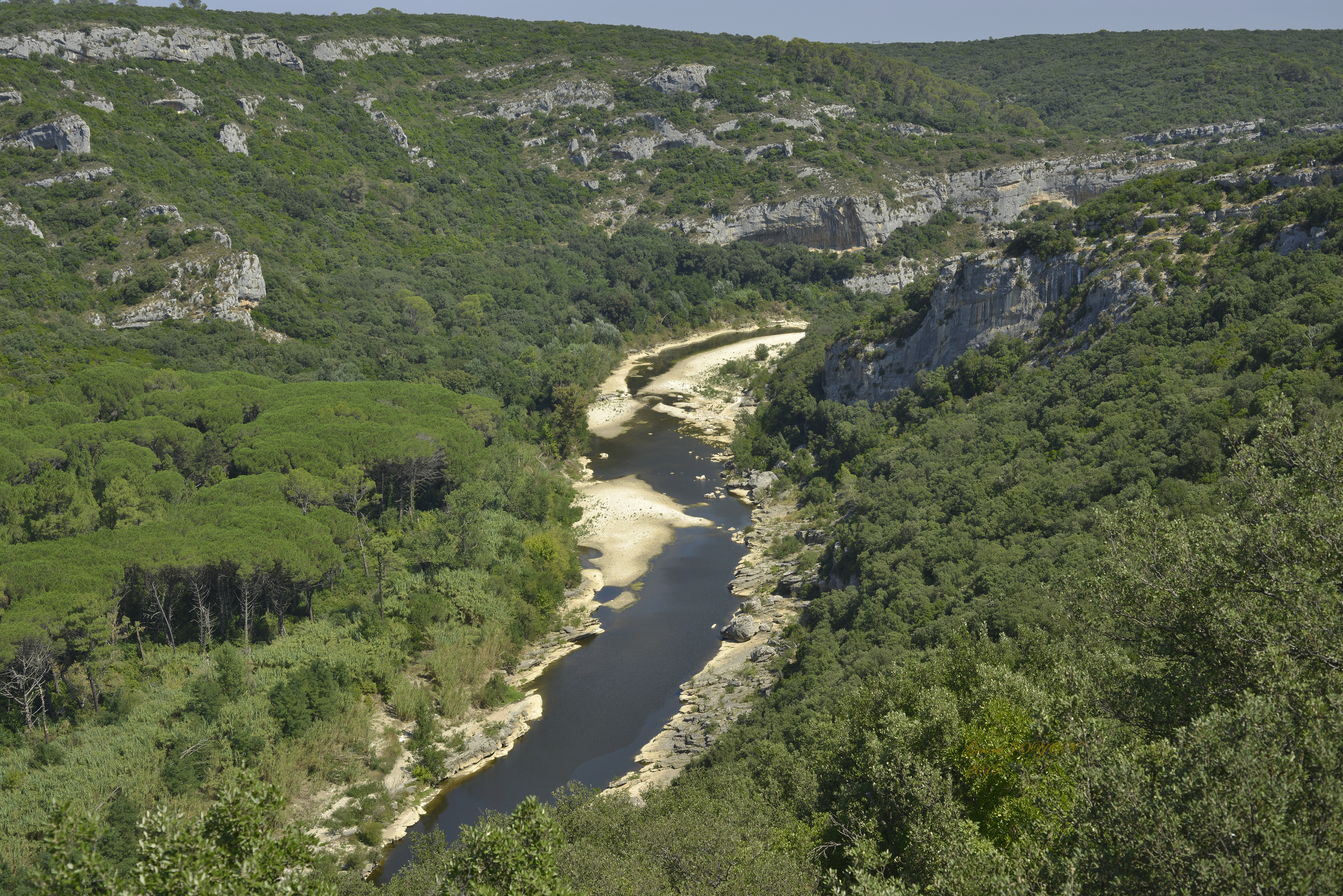
Gorges du Gardon

Hẻm núi Gardon là một hẻm núi được hình thành bởi sông Gardon (hay sông Gard), một nhánh của sông Rhône có thượng nguồn từ dãy núi Cévennes, Pháp. Hẻm núi nằm ở phía bắc của thành phố Nîmes, trung tâm của Gard thuộc vùng Occitanie.
Hẻm núi là vùng lõi của khu bảo tồn thiên nhiên Hẻm núi Gardon được thành lập vào năm 2007. Vào ngày 9 tháng 6 năm 2015, Hẻm núi Gardon đã được UNESCO công nhận là khu dự trữ sinh quyển thế giới.

## Địa hình
Hẻm núi được hình thành cách đây 6 triệu năm bởi nước tạo ra một đứt gãy đá vôi dài 150 mét, hình thành ra một cảnh quan tương phản rõ rệt giữa cao nguyên xung quanh và dòng sông. Hẻm núi có hướng tây-đông. Tại một số cao điểm, du khách có thể chiêm ngưỡng cảnh quan ngoạn mục cũng như các ngôi làng thời Trung Cổ nằm dọc theo con sông.

## Động thực vật
Đây là nơi sinh sống của nhiều loài thủy sinh và sinh vật trên cạn đáng chú ý nằm trong Sách Đỏ quốc gia và châu Âu. Gần 100 loài chim có mặt thường xuyên tại đây. Đáng chú ý nhất là đại bàng má trắng và kền kền Ai Cập.
Con sông Gardon là nơi sinh sống của 24 loài cá và 10 loài dơi được tìm thấy trong hang Baume Saint-Vérédème, gần làng Collias. Các loài đáng chú ý gồm dơi cánh cong thường, dơi ngón dài, dơi móng ngựa Địa Trung Hải.